# Entada bacillaris
Entada bacillaris är en ärtväxtart som beskrevs av Frank White. Entada bacillaris ingår i släktet Entada och familjen ärtväxter. Inga underarter finns listade i Catalogue of Life.